# Challes
Challes ist eine französische Gemeinde mit 1.161 Einwohnern (Stand: 1. Januar 2022) im Département Sarthe in der Region Pays de la Loire. Challes gehört zum  Arrondissement Le Mans und zum Kanton Changé. Die Einwohner werden Challois und Challoises genannt.

## Geographie
Challes liegt in der historischen Provinz Maine etwa 17 Kilometer ostsüdöstlich von Le Mans am Narais, an der Hune und am Vivier. Umgeben wird Challes von den Nachbargemeinden Ardenay-sur-Mérize im Norden, Surfonds im Nordosten, Val-de-la-Hune im Osten und Südosten, Villaines-sous-Lucé im Südosten, Le Grand-Lucé im Süden sowie Parigné-l’Évêque im Westen.

## Bevölkerungsentwicklung
| 1962 | 1968 | 1975 | 1982 | 1990 | 1999 | 2006 | 2018 |
| ---- | ---- | ---- | ---- | ---- | ---- | ---- | ---- |
| 966  | 832  | 745  | 919  | 1013 | 1089 | 1169 | 1228 |

Quellen: EHESS und Insee

## Gemeindepartnerschaft
Mit der deutschen Gemeinde Heidgraben in Schleswig-Holstein besteht seit 1993 eine Partnerschaft.

## Sehenswürdigkeiten
- Kirche Saint-Laurent aus dem 12. Jahrhundert, seit 1973 als Monument historique eingeschrieben
- Acht Wassermühlen am Narais, an der Hune und am Vivier